# Provincia di Malatya
La provincia di Malatya è una delle province della Turchia. 	
Dal 2012 il suo territorio coincide con quello del comune metropolitano di Malatya (Malatya Büyükşehir Belediyesi).

## Distretti

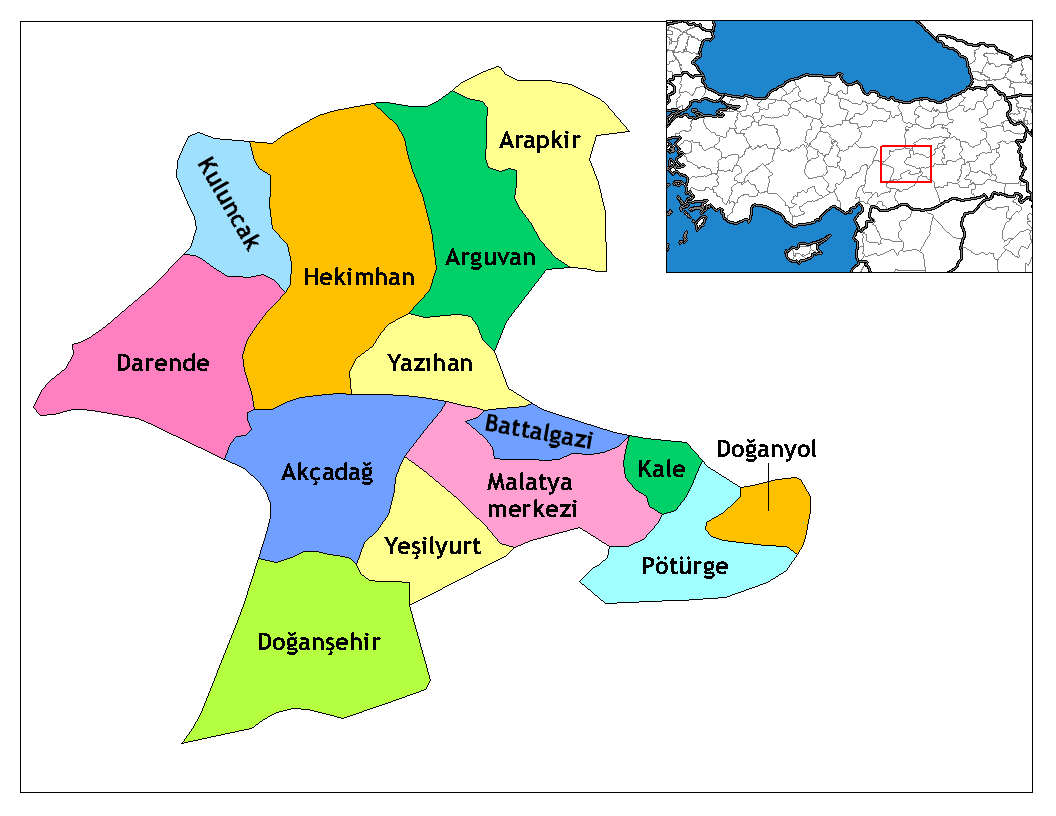
Distretti della provincia di Malatya

La provincia è divisa in 13 distretti: 	
| - Akçadağ - Arapgir - Arguvan - Battalgazi - Darende - Doğanşehir - Doğanyol | - Hekimhan - Kale - Kuluncak - Pötürge - Yazıhan - Yeşilyurt |

Nel 2012 il distretto centrale è stato soppresso e il suo territorio diviso tra i già esistenti distretti di Battalgazi e Yeşilyurt.